# Tribune Tower
De Tribune Tower is een wolkenkrabber in de Amerikaanse stad Chicago. Het gebouw is het resultaat van een door de Chicago Tribune georganiseerde internationale competitie voor het ontwerpen van "het mooiste kantoorgebouw van de wereld". Het door Raymond Hood en John Mead Howells in eclectisch-neogotische stijl ontworpen gebouw werd uit de 264 inzendingen gekozen.
Het gebouw staat op 435 North Michigan Avenue tegenover het Wrigley Building en het is 141,12 meter hoog. Het telt 34 verdiepingen en bevat kantoorruimte en een radiostation.

## Geschiedenis
Toen men Michigan Avenue verbreedde en ermee de Chicago River overstak, ontstond een nieuw kruispunt. William Wrigley Jr. was de eerste die land kocht bij dit kruispunt. Niet veel later volgde Robert R. McCormick, eigenaar van de Tribune Company. In 1919 kocht het bedrijf de grond ten noordoosten van de toen nog onvoltooide Michigan Avenue Bridge.
Op 9 juni 1922, toen de jaarlijkse bijeenkomst van het American Institute of Architects in Chicago gehouden werd, kondigde de Chicago Tribune een prijsvraag aan voor het ontwerpen van het nieuwe hoofdkantoor. De architect van het winnende ontwerp zou $ 50.000 ontvangen. De dag daarna, de 75e verjaardag van de krant, verscheen het verhaal in de krant. De ontwerpen konden tot 1 november worden ingezonden, met één maand uitstel voor bezorgingen uit ver gelegen landen. Uiteindelijk, toen het ontwerp van Eliel Saarinen uit Helsinki aankwam, waren er 264 ontwerpen ingezonden uit 23 landen.
Het neogotische ontwerp van Raymond Hood en John Mead Howells werd tot winnaar verkozen. Doordat de krant 260 van de ontwerpen publiceerde en in 1923 een rondreizende tentoonstelling met veel van de originele tekeningen organiseerde, werden veel ideeën van de ontwerpen verspreid. De bouw van de toren begon in 1922 en werd in 1925 voltooid. De Chicago Tribune verhuisde toen vanaf het vorige kantoor in het First Federal Building naar dit gebouw.
In 1982 verhuisde de drukkerij van de Chicago Tribune naar het Freedom Center, dat aan de noordelijke vertakking van de Chicago River ligt. Op 1 februari 1989 werd het gebouw tot een Chicago Landmark verkozen.

## Omgeving

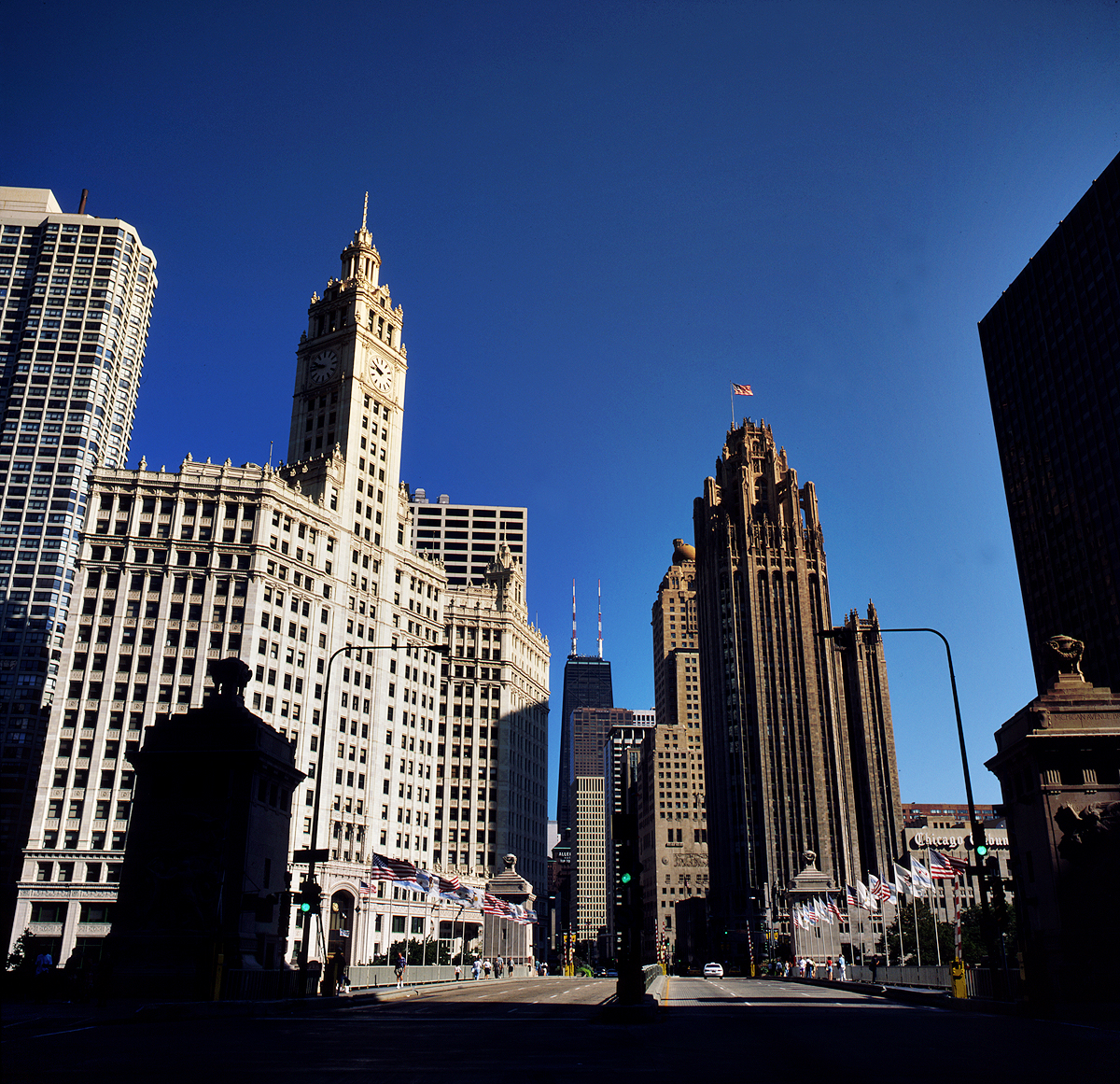
Links het Wrigley Building met rechts de Tribune Tower.

De Tribune Tower staat op 435 North Michigan Avenue, ten noorden van de Chicago Loop. Het ligt ten noordoosten van de Michigan Avenue Bridge, die in 1920 voltooid werd. De voltooiing van de brug, die op 2 oktober 1991 tot een Chicago Landmark benoemd werd, zorgde voor een doorgang naar North Michigan Avenue.
Circa 200 meter ten zuidoosten van de Tribune Tower, aan de overkant van North Michigan Avenue vindt men het Wrigley Building. Het gebouw stond op grond, gekocht door William Wrigley Jr. Het was het eerste grote kantoorgebouw ten noorden van de Chicago River en was met een hoogte van 133,51 meter van 1922 tot 1924 het hoogste gebouw van Chicago.
Circa 700 meter ten zuiden van het gebouw vindt men het Chicago Theatre. Het gebouw aan 175 North State Street werd op 28 januari 1983 tot een Chicago Landmark genoemd en werd in beaux-artsstijl ontworpen. Ongeveer 700 meter naar het noorden vindt men de Chicago Water Tower. De watertoren is ontworpen door William W. Boyington en werd in mei 1969 uitgeroepen tot het eerste American Water Landmark.

## Ontwerp

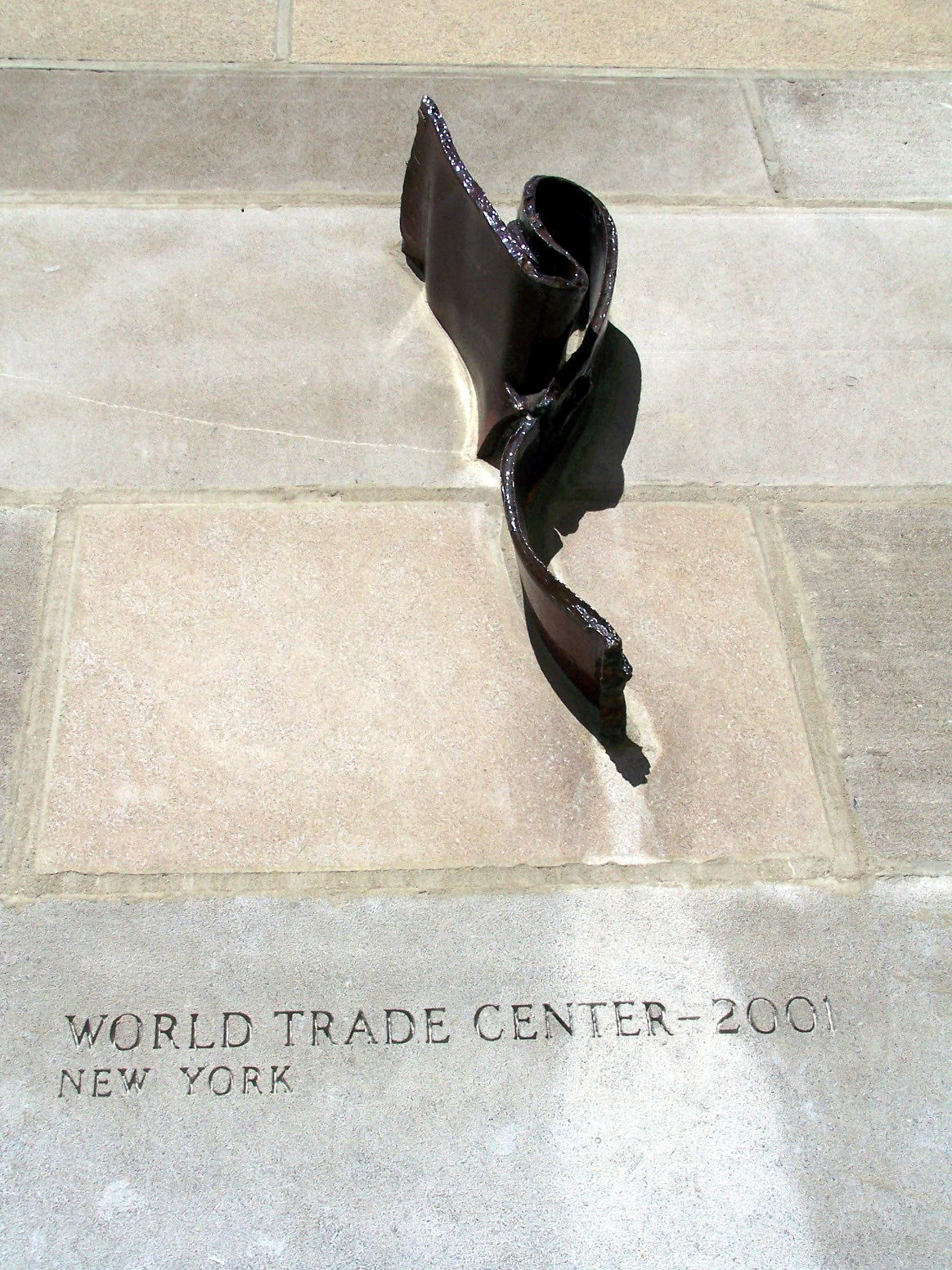
Een stuk staal van het World Trade Center

De Tribune Tower rust op caissons, die steunen op het vaste gesteente onder het gebouw. Hierop rust een stalen raamwerk dat tot de 25e verdieping doorloopt. Hier eindigt het frame in een netwerk van balken, dat de dunnere, octogonale toren met de omringende luchtbogen ondersteunt. Op de 33e verdieping, waar het gebouw weer dunner wordt, vindt men een soortgelijk netwerk van balken, om het laatste deel van de toren te dragen. Het gebouw is bekleed met Indiana kalksteen en heeft de indeling van een voet, een schacht en een kapiteel.
De basis van de toren bevat meerdere stenen van belangrijke locaties over de hele wereld. Het verzamelen van de stenen begon in 1941, toen Robert R. McCormick in Ieper een kathedraal bezocht. Hier vond hij een stuk steen dat door de Duitsers was beschadigd. Hij nam een stuk steen mee terug en gaf alle verslaggevers die naar het buitenland gingen de opdracht om meer stenen te halen. In de gevel vindt men stenen van onder andere de Piramide van Cheops, het Colosseum, Petra, de Chinese Muur, de Taj Mahal, het Witte Huis, en van de Schreierstoren uit Amsterdam. Daarnaast bevat de gevel ook een stuk staal van het World Trade Center in New York en een maansteen. De maansteen werd in 1999 door NASA uitgeleend aan de Tribune Tower. Op 17 mei 2006 werden stenen van het Sydney Opera House aan de façade toegevoegd. De stenen werden uitgereikt door Janette Howard, echtgenote van John Howard.
De hoofdingang van het gebouw wordt benadrukt door een nisvormige opening, die tot de derde verdieping reikt. Boven de ingang, op de vierde verdieping, vindt men een rij nissen. De nissen worden in versimpelde vorm herhaald rondom de drie andere gevels. Vanaf deze versieringen, op de vierde verdieping, ontspringen de verticale pijlers, die tot de luchtbogen doorlopen. De luchtbogen lijken de lasten van de centrale toren te dragen, maar in werkelijkheid werken er geen uitwaartse krachten op.